# Copa Africana de Naciones 1974
La Copa Africana de Naciones de 1974 fue la novena edición del torneo de fútbol más importante de naciones de África. Fue organizado en Egipto. Jugaron ocho equipos distribuidos en dos grupos de cuatro equipos en los que clasificaban los dos primeros de cada grupo. La selección de Zaire ganó el segundo campeonato de su historia venciendo a Zambia por 2 a 0 en un partido de desempate.

## Equipos participantes
Para el proceso de clasificación, véase Clasificación para la Copa Africana de Naciones de 1974
En cursiva, los equipos debutantes.
| Equipos participantes | Equipos participantes | Equipos participantes | Equipos participantes |
| --------------------- | --------------------- | --------------------- | --------------------- |
| Congo                 | Costa de Marfil       | Egipto                | Guinea                |
| Mauricio              | Uganda                | Zambia                | Zaire                 |

## Sedes
| Cairo                       | Cairo Alejandría El-Mahalla Damanhur | Alejandría              |
| --------------------------- | ------------------------------------ | ----------------------- |
| Cairo International Stadium | Cairo Alejandría El-Mahalla Damanhur | Alexandria Stadium      |
|                             | Cairo Alejandría El-Mahalla Damanhur |                         |
| Capacidad: 95,000           | Cairo Alejandría El-Mahalla Damanhur | Capacidad: 13,660       |
| El-Mahalla El-Kubra         | Cairo Alejandría El-Mahalla Damanhur | Damanhur                |
| Estadio El Mahalla          | Cairo Alejandría El-Mahalla Damanhur | Estadio Ala'ab Damanhur |
|                             | Cairo Alejandría El-Mahalla Damanhur |                         |
| Capacidad: 29,000           | Cairo Alejandría El-Mahalla Damanhur | Capacidad: 8,000        |

## Resultados

### Primera fase

#### Grupo A
| Equipo          | Pts | PJ | PG | PE | PP | GF | GC | Dif |
| --------------- | --- | -- | -- | -- | -- | -- | -- | --- |
| Egipto          | 6   | 3  | 3  | 0  | 0  | 7  | 2  | 5   |
| Zambia          | 4   | 3  | 2  | 0  | 1  | 3  | 3  | 0   |
| Uganda          | 1   | 3  | 0  | 1  | 2  | 3  | 5  | -2  |
| Costa de Marfil | 1   | 3  | 0  | 1  | 2  | 2  | 5  | -3  |

| 1 de marzo de 1974 | Egipto                     | 2:1 (1:1) | Uganda     | Internacional, El Cairo     |                             |
|                    | Abugreisha 6' · Khalil 52' |           | Mubiru 28' | Árbitro(s): Youssouf Ndiaye | Árbitro(s): Youssouf Ndiaye |

| 2 de marzo de 1974 | Zambia    | 1:0 (1:0) | Costa de Marfil | Estadio El Mahalla, El-Mahalla El-Kubra |                                |
|                    | Kaushi 2' |           |                 | Árbitro(s): Abdelkader Aouissi          | Árbitro(s): Abdelkader Aouissi |

| 4 de marzo de 1974 | Egipto                               | 3:1 (2:1) | Zambia      | Internacional, El Cairo            |                                    |
|                    | Azim 4' · Basri 18' · Abugreisha 52' |           | Chitalu 10' | Árbitro(s): Sunny Olufemi Woghiren | Árbitro(s): Sunny Olufemi Woghiren |

| 4 de marzo de 1974 | Costa de Marfil | 2:2 (1:0) | Uganda          | Estadio El Mahalla, El-Mahalla El-Kubra |                               |
|                    | Kouman 37', 78' |           | Mubiru 53', 60' | Árbitro(s): Gebreysus Tesfaye           | Árbitro(s): Gebreysus Tesfaye |

| 6 de marzo de 1974 | Egipto                    | 2:0 (2:0) | Costa de Marfil | Internacional, El Cairo |  |
|                    | El-Chazli 1' · Khalil 44' |           |                 |                         |  |

| 6 de marzo de 1974 | Zambia     | 1:0 (0:0) | Uganda | Estadio El Mahalla, El-Mahalla El-Kubra |  |
|                    | Kapita 67' |           |        |                                         |  |

#### Grupo B
| Equipo   | Pts | PJ | PG | PE | PP | GF | GC | Dif |
| -------- | --- | -- | -- | -- | -- | -- | -- | --- |
| Congo    | 5   | 3  | 2  | 1  | 0  | 5  | 2  | 3   |
| Zaire    | 4   | 3  | 2  | 0  | 1  | 7  | 4  | 3   |
| Guinea   | 3   | 3  | 1  | 1  | 1  | 4  | 4  | 0   |
| Mauricio | 0   | 3  | 0  | 0  | 3  | 2  | 8  | -6  |

| 3 de marzo de 1974 | Zaire           | 2:1 (1:1) | Guinea       | Estadio Ala'ab Damanhur, Damanhur |                        |
|                    | Mulamba 18' 65' |           | B. Sylla 25' | Árbitro(s): Saad Gamar            | Árbitro(s): Saad Gamar |

| 3 de marzo de 1974 | Congo           | 2:0 | Mauricio | Estadio de Alejandría, Alejandría |  |
|                    | Moukila · Lakou |     |          |                                   |  |

| 5 de marzo de 1974 | Guinea            | 2:1 (0:0) | Mauricio   | Estadio Ala'ab Damanhur, Damanhur |                          |
|                    | M. Sylla 52', 64' |           | Imbert 88' | Árbitro(s): Ahmed Gindil          | Árbitro(s): Ahmed Gindil |

| 5 de marzo de 1974 | Congo                  | 2:1 (0:1) | Zaire    | Estadio de Alejandría, Alejandría |                                 |
|                    | M'Bono 70' · Minga 81' |           | Maku 25' | Árbitro(s): Abdelkrim Benghezal   | Árbitro(s): Abdelkrim Benghezal |

| 7 de marzo de 1974 | Guinea            | 1:1 (0:0) | Congo      | Estadio de Alejandría, Alejandría |  |
|                    | Edenté 60' (pen.) |           | Ndomba 65' |                                   |  |

| 7 de marzo de 1974 | Zaire                                   | 4:1 (3:0) | Mauricio   | Estadio Ala'ab Damanhur, Damanhur |                             |
|                    | Mulamba 15' · Maku 19', 76' · Etepe 38' |           | Imbert 61' | Árbitro(s): Wallace Johnson       | Árbitro(s): Wallace Johnson |

### Segunda fase
|  | Semifinales            | Semifinales            |       |                       | Final                      | Final |  |
|  |                        |                        |       |                       |                            |       |  |
|  |                        |                        |       |                       |                            |       |  |
|  | El Cairo, 9 de marzo   |                        |       |                       |                            |       |  |
|  | Egipto                 | 2                      |       |                       |                            |       |  |
|  | Zaire                  | 3                      |       |                       |                            |       |  |
|  |                        |                        |       |                       |                            |       |  |
|  |                        |                        |       |                       | El Cairo, 12 y 14 de marzo |       |  |
|  |                        |                        |       |                       | Zaire (desempate)          | 2 (2) |  |
|  |                        | Zambia                 | 2 (0) |                       |                            |       |  |
|  |                        |                        |       |                       |                            |       |  |
|  |                        |                        |       |                       |                            |       |  |
|  |                        |                        |       |                       | Tercer lugar               |       |  |
|  | Alejandría, 9 de marzo | Alejandría, 9 de marzo |       | El Cairo, 11 de marzo | El Cairo, 11 de marzo      |       |  |
|  | Congo                  | 2                      |       | Egipto                | 4                          |       |  |
|  | Zambia (pr.)           | 4                      |       |                       | Congo                      | 0     |  |

#### Semifinales
| 9 de marzo de 1974 | Egipto                             | 2:3 (1:0) | Zaire                          | Internacional, El Cairo        |                                |
|                    | Ilunga 41' (a.g.) · Abugreisha 54' |           | Mulamba 55', 72' · Matantu 61' | Árbitro(s): Abdelkader Aouissi | Árbitro(s): Abdelkader Aouissi |

| 9 de marzo de 1974 | Congo                   | 2:4 (0:1, 2:2) (t. s.) | Zambia                                | Estadio de Alejandría, Alejandría |                            |
|                    | M'Pele 76' · Mbouta 81' |                        | Mapulanga 49' · Chanda 70', 97', 111' | Árbitro(s): Gratian Matovu        | Árbitro(s): Gratian Matovu |

#### Tercer lugar
| 11 de marzo de 1974 | Egipto                                      | 4:0 (2:0) | Congo | Internacional, El Cairo       |                               |
|                     | Abdou 5' · Chehata 18' 80' · Abugreisha 62' |           |       | Árbitro(s): Gebreysus Tesfaye | Árbitro(s): Gebreysus Tesfaye |

#### Final
| 12 de marzo de 1974 | Zaire            | 2:2 (0:1, 1:1) (t. s.) | Zambia                      | Internacional, El Cairo |                        |
|                     | Mulamba 65' 117' |                        | Kaushi 40' · Sinyangwe 120' | Árbitro(s): Saad Gamar  | Árbitro(s): Saad Gamar |

#### Replay
Al perdurar la igualdad en 120 minutos, se celebró un partido definitivo de desempate dos días después
| 14 de marzo de 1974                                                | Zaire           | 2:0 (1:0) | Zambia | Internacional, El Cairo |                        |
|                                                                    | Mulamba 30' 76' |           |        | Árbitro(s): Saad Gamar  | Árbitro(s): Saad Gamar |
| Primera vez que el campeón es decidido en un partido de desempate. |                 |           |        |                         |                        |

|                          |
| Bandera de Zaire         |
| Campeón Zaire 2.º título |

## Clasificación general
| Equipo | Equipo          | Pts | PJ | PG | PE | PP | GF | GC | Dif | Rend  |
| ------ | --------------- | --- | -- | -- | -- | -- | -- | -- | --- | ----- |
| 1      | Zaire           | 9   | 6  | 4  | 1  | 1  | 14 | 8  | +6  | 75%   |
| 2      | Zambia          | 7   | 6  | 3  | 1  | 2  | 9  | 9  | 0   | 58,3% |
| 3      | Egipto          | 8   | 5  | 4  | 0  | 1  | 13 | 5  | +8  | 80%   |
| 4      | Congo           | 5   | 5  | 2  | 1  | 2  | 7  | 10 | -3  | 50%   |
| 5      | Guinea          | 3   | 3  | 1  | 1  | 1  | 4  | 4  | 0   | 50%   |
| 6      | Uganda          | 1   | 3  | 0  | 1  | 2  | 3  | 5  | -2  | 16,6% |
| 7      | Costa de Marfil | 1   | 3  | 0  | 1  | 2  | 2  | 5  | -3  | 16,6% |
| 8      | Mauricio        | 0   | 3  | 0  | 0  | 3  | 2  | 8  | -6  | 0%    |

## Goleadores
9 goles
- Ndaye Mulamba

4 goles
- Ali Abo Greisha

3 goles
- Stanley Mubiru
- Mayanga Maku
- Bernard Chanda

2 goles
- Jacques Ndomba
- Ali Khalil
- Simon Kaushi
- Hassan Shehata
- Morciré Sylla
- Kobinan Kouman
- Daniel Imbert

1 gol
- Sebastien Lakou
- Jean-Michel M'Bono
- Noël Minga
- Paul Moukila
- François M'Pelé
- Gamal Abdel Azim
- Hassan El-Shazly
- Moustafa Abdou
- Taha Basry
- Bengally Sylla
- Kakoko Etepé
- Joseph Mapulanga
- Edenté
- Kidumu Mantantu
- Godfrey Chitalu
- Obby Kapita
- Brighton Sinyangwe

Autogol
- Ilunga Mwepu (ante Egipto)

## Equipo Ideal del Torneo
- Guardameta:  Kazadi Mwamba
- Defensas:  Gabriel N'Dengaki,  Dick Chama,  Lobilo Boba,  Hany Moustafa
- Centrocampistas:  Ndaye Mulamba,  Farouk Gaafar,  Hassan Shehata,  Mayanga Maku
- Delanteros:  Kakoko Etepé,  Ali Abo Greisha